# V571 Дракона
V571 Дракона (лат. V571 Draconis) — затменно-двойная звезда, которая находится в созвездии Дракона на расстоянии около 7000 световых лет от нас. Её переменность была обнаружена Сальвадором Баркином (Испания), который классифицировал звезду как затменно-двойную переменную типа W Большой Медведицы. Публикация об открытии вышла в марте 2018 года. Видимая звёздная величина объекта изменяется от 14,43 ± 0,01 до 14,77 ± 0,01; орбитальный период — 10,3 часа (0,428988 ± 0,000001 сут.).